# Guillermo Páez
Guillermo Alejandro Páez Cepeda (Santiago, 1945. április 18. –) chilei válogatott labdarúgó. 

## Pályafutása

### Klubcsapatban
Pályafutását az Universidad Católica csapatában kezdte. 1965 és 1966 között a San Antonio Unido, 1967 és 1971 között a Lota Schwager, 1972 és 1975 között a Colo-Colo játékosa volt. Utóbbival 1972-ben megnyerte a chilei bajnokságot.

### A válogatottban
1972 és 1974 között 6 alkalommal szerepelt az chilei válogatottban. Részt vett az 1974-es világbajnokságon.

## Sikerei, díjai
Colo-Colo
- Chilei bajnok (1): 1972
- Copa Libertadores döntős (1): 1973

## Külső hivatkozások
- Guillermo Páez adatlapja a National-Football-Teams.com oldalon (angolul)

- Guillermo Páez (angol, francia, spanyol nyelven). FootballDatabase.eu
- Guillermo Páez (spanyol nyelven). solofutbol.cl
- Guillermo Páez (német nyelven). kicker.de
- Guillermo Páez adatlapja a worldfootball.net oldalon (angolul)